# Je, tu, il, elle
Je, tu, il, elle is een Belgisch-Franse dramafilm uit 1976 onder regie van Chantal Akerman.

## Verhaal
In een lege kamer denkt Julie na over zichzelf. Ze doet een poging om een brief te schrijven. Ze krijgt een lift van een jonge vrachtwagenchauffeur, die haar vertelt over zijn teleurstellingen in het leven. Ze masturbeert hem, maar daarna gaan ze uit elkaar. Julie bezoekt een vriendin die haar te eten geeft. Ze gaan samen naar bed.

## Rolverdeling
| Acteur          | Personage            |
| --------------- | -------------------- |
| Chantal Akerman | Julie                |
| Niels Arestrup  | Vrachtwagenchauffeur |
| Claire Wauthion | Vriendin             |